# Собор Святого Иакова (Шибеник)
Собор Святого Иакова — католический собор в городе Шибеник, Хорватия. Кафедральный собор
епархии Шибеника, один из семи хорватских соборов, носящих почётный статус «малой базилики». Шедевр средневековой далматинской архитектуры, над которым последовательно работали Юрай Далматинец и Никола Фиорентинац. В 2000 году включён в Список Всемирного наследия ЮНЕСКО.

## История
Идея о создании в Шибенике большого собора возникла ещё в 1298 году, когда Шибеник получил статус города и стал центром епархии. В 1412 году всё далматинское побережье перешло под власть Венецианской республики, что вызвало бурное развитие прибрежных городов и создание большого количества архитектурных шедевров. Строительство собора в Шибенике началось в 1431 году на месте старой церкви. Строительство велось в готическом стиле с сильным влиянием венецианской архитектуры.
В 1441 году Городской совет города поручил дальнейшие работы над собором знаменитому архитектору и скульптору Юраю Далматинцу. Специально для строительства этого собора Далматинец изобрёл особый метод кладки каменных плит, позволивший ему возвести нефы и апсиды собора целиком из камня, без единого кирпича или деревянной балки. Для украшения собора мастер также создал 74 скульптуры, изображающие его современников. Далматинец работал над строительством собора до самой смерти в 1475 году, не успев возвести купол храма.
Эстафету у него принял ещё один известный мастер — Никола Фиорентинац. Он продолжил работу в стиле тосканского ренессанса, создал скульптуры св. Михаила, св. Иакова и св. Марка. Под его руководством были возведены боковые галереи, крыша и верхняя часть фасада. Но главным его вкладом в строительство стало возведение купола собора.
Фиорентинац также не дожил до окончания строительства. После его смерти в 1505 году строительство заканчивалось под руководством Бартоломео из Местры и его сына, которые закончили строительство по чертежам Фиорентинаца. В 1536 году строительство было завершено. В 1555 году собор был освящён, как кафедральный собор епархии Шибеника, в этом статусе он используется до наших дней.
Купол собора был повреждён сербскими бомбардировками в сентябре 1991 года во время войны в Хорватии. Ущерб был полностью устранён в ходе последующей реставрации.

## Архитектура
Собор св. Иакова — трёхнефный собор. Высота купола — 32 м. Алтарная часть собора заканчивается тремя апсидами и прямоугольной ризницей. Алтарная часть с апсидами снаружи опоясаны лентой с 74 скульптурами. Северная стена собора разделена колоннами и украшена готическими окнами. Портал северного фасада украшен изображениями Адама и Евы, святого Петра и святого Иакова.
Самой впечатляющей частью собора является его крыша и купол, созданные под руководством Фиорентинаца целиком из камня по той же технике, которая применялась его предшественником при строительстве нефов и апсид. Потолок центрального и боковых нефов образует полукруглый свод, видный как изнутри, так и снаружи собора. Под куполом расположен восьмиугольный барабан с шестнадцатью окнами. Портал главного фасада, к которому идёт широкая лестница, выполнен в форме трилистника, логически продолжая трёхнефную структуру внутреннего пространства.
Примечателен баптистерий собора, расположенный в южной апсиде. Это небольшое, круглое помещение с нишами, расположенными между колоннами. На вершинах колонн — статуи ветхозаветных пророков. Потолок баптистерия украшен изображениями Бога-Отца, ангелов и херувимов. В центре баптистерия крещальная купель, основанием для которой служат фигуры мальчиков.
В соборе похоронен ряд епископов Шибеника. Также, в соборе Святого Иакова был похоронен рядом с алтарем Николинича, «в последней капелле справа, перед лестницей, которая ведёт к баптистерию», наиболее значительный хорватский художник эпохи Возрождения Джорджо Скьявоне (он был зятем Юрая Далматинца).